# فرودگاه الماکو بوربا
فرودگاه الماکو بوربا (به انگلیسی: Telêmaco Borba Airport) (به زبان بومی: Aeroporto de Telêmaco Borba) یک فرودگاه همگانی ۲۴۸۴ با کد یاتا TEC است که یک باند فرود بله دارد و طول باند آن آسفالت متر است. این فرودگاه در کشور برزیل قرار دارد و در ارتفاع ۷۹۶ متری از سطح دریا واقع شده‌است.